# Росс (лунный кратер)
Кратер Росс (лат. Ross), не путать с кратером Росс У (лат. Rosse), а также с кратером Росс на Марсе, — небольшой ударный кратер в северо-западной части Моря Спокойствия на видимой стороне Луны. Название присвоено в честь британского исследователя полярных районов Джеймса Кларка Росса (1800—1862) и американского астронома и физика Фрэнка Элмора Росса (1874—1966); утверждено Международным астрономическим союзом в 1935 г. 

## Описание кратера

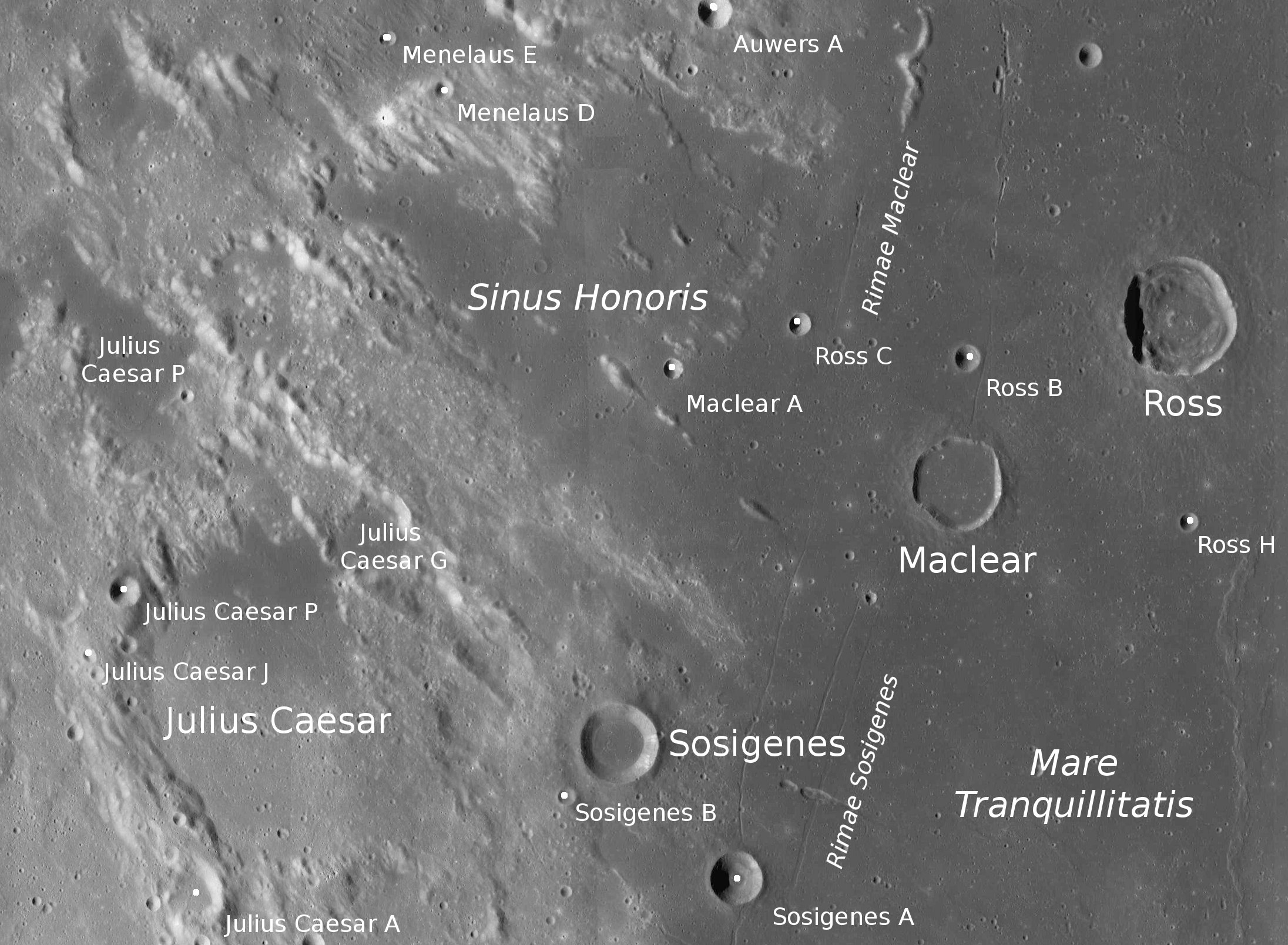
Окрестности кратера Росс. Снимок зонда Lunar Reconnaissance Orbiter.

Ближайшими соседями кратера Росс являются кратер Аль-Бакри на севере-северо-западе; кратер Плиний на севере-северо-востоке; кратер Каррель на востоке-юго-востоке и кратер Маклир на юго-западе. На западе от кратера расположен Залив Славы, на северо-западе борозды Маклира и, за ними, Гемские горы. Селенографические координаты центра кратера 11°40′ с. ш. 21°44′ в. д. / 11,67° с. ш. 21,74° в. д., диаметр 24,5 км, глубина 1840 м.
Кратер имеет полигональную форму и практически не разрушен. Вал с четко очерченной острой кромкой. Внутренний склон вала террасовидной структуры, с высоким альбедо, у подножия склона видны следы обрушения. Высота вала над окружающей местностью достигает 840 м, объем кратера составляет приблизительно 370 км³. Дно чаши сравнительно ровное, несколько западнее центра расположен небольшой дельтаобразный хребет. По морфологическим признакам кратер относится к типу TRI (по названию типичного представителя этого класса — кратера Триснеккер).
Кратер Росс и сателлитный кратер Росс D относятся к числу кратеров, в которых зарегистрированы температурные аномалии во время затмений. Объясняется это тем, что подобные кратеры имеют небольшой возраст и скалы не успели покрыться реголитом, оказывающим термоизолирующее действие.

## Сечение кратера
На приведенном графике представлено сечение кратера в различных направлениях, масштаб по оси ординат указан в футах, масштаб в метрах указан в верхней правой части иллюстрации.

## Сателлитные кратеры

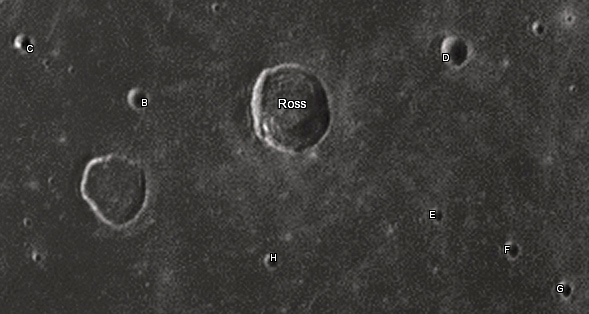
Снимок Девида Кемпбелла.

| Росс | Координаты                                            | Диаметр, км |
| ---- | ----------------------------------------------------- | ----------- |
| B    | 11°23′ с. ш. 20°10′ в. д. / 11,38° с. ш. 20,17° в. д. | 5,6         |
| C    | 11°37′ с. ш. 18°56′ в. д. / 11,62° с. ш. 18,93° в. д. | 4,8         |
| D    | 12°34′ с. ш. 23°19′ в. д. / 12,57° с. ш. 23,32° в. д. | 8,4         |
| E    | 11°02′ с. ш. 23°25′ в. д. / 11,04° с. ш. 23,41° в. д. | 4,2         |
| F    | 10°55′ с. ш. 24°14′ в. д. / 10,91° с. ш. 24,23° в. д. | 4,6         |
| G    | 10°41′ с. ш. 24°52′ в. д. / 10,68° с. ш. 24,86° в. д. | 4,6         |
| H    | 10°14′ с. ш. 21°49′ в. д. / 10,24° с. ш. 21,81° в. д. | 4,2         |

## Места посадок космических аппаратов
- 2 февраля 1964 года приблизительно в 60 км к югу от кратера Росс, в точке с селенографическими координатами 9°24′ с. ш. 21°30′ в. д. / 9,4° с. ш. 21,5° в. д.G, совершил жесткую посадку зонд «Рейнджер-6».

## См.также
- Список кратеров на Луне
- Лунный кратер
- Морфологический каталог кратеров Луны
- Планетная номенклатура
- Селенография
- Минералогия Луны
- Геология Луны
- Поздняя тяжёлая бомбардировка